# Melchisedec
Melchisedec (în ebraică מלכי־צדק, în traducere „regele dreptății”) este un personaj biblic.